# Zosterop de Ranongga
El zosterop de Ranongga (Zosterops splendidus) és un ocell de la família dels zosteròpids (Zosteropidae).

## Hàbitat i distribució
Habita els boscos de l'illa de Ranongga, a les Salomó occidentals.